# Liste de conductivités molaires ioniques
Remarque : 1 mS m2 mol−1 = 10 mS cm−1 L mol−1.
Cet article est le même que celui donnant la liste de conductivités ioniques, mais où les conductivités équivalentes ioniques ont été recalculées (manuellement) pour donner les conductivités molaires ioniques. La relation utilisée est : conductivité molaire = conductivité équivalente × | charge de l'ion |.
La présentation en conductivités molaires présente au moins deux avantages :
- pour une personne non habituée à la conductimétrie, l'utilisation des conductivités molaires est plus simple. Elle évite en particulier la notation 1/2Cu2+ ou 1/3Al3+ qui est utilisée pour les conductivités équivalentes et qui nécessite une certaine pratique ;
- le tableau ci-dessous permet d'être trié en liste alphabétique des ions, ce qui n'est pas le cas avec les conductivités équivalentes car le tri est empêché à cause des 1/2, 1/3, etc.

L'inconvénient du présent tableau est que si une valeur est corrigée dans l'article d'origine, elle ne l'est pas dans le présent article. En cas de doute sur une valeur, il est souhaitable de vérifier l'article d'origine.
À 25 °C (soit 298,15 K) :
| Formule de l'ion | λ0 mS m2 mol-1 | Nom de l'ion                            |
| ---------------- | -------------- | --------------------------------------- |
| B(C6H5)− 4       | 2,1            | Tétraphénylborate                       |
| H2SbO− 4         | 3,1            | Dihydrogénoantimonate                   |
| Sb(OH)− 6        | 3,19           | Hexahydroxyantimoine(V)                 |
| UO2+ 2           | 6,4            | Uranyle                                 |
| H2AsO− 4         | 3,4            | Dihydrogénoarsénate                     |
| H2PO− 4          | 3,6            | Dihydrogénophosphate                    |
| Au(CN)− 4        | 3,6            | Tétracyanoaurate(III)                   |
| Li+              | 3,866          | Lithium                                 |
| IO− 3            | 4,05           | Iodate                                  |
| CH3COO−          | 4,1            | Éthanoate (acétate)                     |
| Br− 3            | 4,3            | Tribromure                              |
| HCO− 3           | 4,45           | Hydrogénocarbonate                      |
| Be2+             | 9,0            | Béryllium                               |
| H2PO− 2          | 4,6            |                                         |
| NH2SO− 3         | 4,83           |                                         |
| Ni2+             | 9,92           | Nickel                                  |
| Au(CN)− 2        | 5,0            | Dicyanoaurate(I)                        |
| Na+              | 5,008          | Sodium                                  |
| ClO− 2           | 5,2            | Chlorite                                |
| [Ni2(trien)3]4+  | 20,8           |                                         |
| HSO− 4           | 5,2            | Hydrogénosulfate                        |
| Zn2+             | 10,56          | Zinc                                    |
| Mg2+             | 10,6           | Magnésium                               |
| Mn2+             | 10,70          | Manganèse                               |
| Cu2+             | 10,72          | Cuivre(II) (ou ion cuivrique)           |
| Cd2+             | 10,8           | Cadmium                                 |
| Fe2+             | 10,8           | Fer(II)                                 |
| N(CN)− 2         | 5,45           |                                         |
| IO− 4            | 5,45           | Periodate                               |
| ReO− 4           | 5,49           | Perrhénate                              |
| Co2+             | 11,0           | Cobalt                                  |
| F−               | 5,54           | Fluorure                                |
| BrO− 3           | 5,57           | Bromate                                 |
| PF− 6            | 5,69           | Hexafluorophosphate                     |
| HPO2− 4          | 11,4           | Hydrogénophosphate                      |
| HSO− 3           | 5,8            | Hydrogénosulfate                        |
| N2H+ 5           | 5,9            | Hydrazonium                             |
| Sr2+             | 11,88          | Strontium                               |
| Ca2+             | 11,894         | Calcium                                 |
| Al3+             | 18,3           | Aluminium                               |
| MnO− 4           | 6,13           | Permanganate                            |
| Ag+              | 6,19           | Argent                                  |
| Y3+              | 18,6           | Ytrium                                  |
| PO3F2−           | 12,66          | Fluorophosphate                         |
| Ba2+             | 12,72          | Baryum                                  |
| Hg2+             | 12,72          | Mercure(II) (= ion mercurique)          |
| OCN−             | 6,46           | Cyanate (ou isocyanate)                 |
| ClO− 3           | 6,46           | Chlorate                                |
| CNO−             | 6,46           |                                         |
| SeCN−            | 6,47           |                                         |
| Sc3+             | 19,41          | Scandium                                |
| HS−              | 6,5            | Hydrogénosulfure                        |
| Tm3+             | 19,62          | Thulium                                 |
| Yb3+             | 19,68          | Yterbium                                |
| Dy3+             | 19,68          | Dysprosium                              |
| Er3+             | 19,77          | Erbium                                  |
| SCN−             | 6,6            | Thiocyanate (ou isothyocyanate)         |
| Ho3+             | 19,89          | Holmium                                 |
| S2O2− 4          | 12,30          | Dithyonite                              |
| Ra2+             | 13,36          | Radium                                  |
| Cr3+             | 20,1           | Chrome(III)                             |
| ClO− 4           | 6,73           | Perchlorate                             |
| Gd3+             | 20,19          | Gadolinium                              |
| Eu3+             | 20,34          | Europium                                |
| Fe3+             | 20,4           | Fer(III) (ou ion ferrique)              |
| Sm3+             | 20,55          | Samarium                                |
| Hg2+             | 13,72          | Mercure(II)                             |
| WO2− 4           | 13,8           | Tungstate                               |
| N− 3             | 6,9            | Azoture                                 |
| [Co2(trien)3]6+  | 41,4           |                                         |
| CO2− 3           | 13,86          | Carbonate                               |
| Nd3+             | 20,82          | Néodyme                                 |
| Pr3+             | 20,85          | Praséodyme                              |
| La3+             | 20,91          | Lanthane                                |
| Ce3+             | 20,94          | Cérium(III) (ou ion céreux)             |
| Pb2+             | 14,2           | Plomb                                   |
| NO− 3            | 7,142          | Nitrate                                 |
| NO− 2            | 7,18           | Nitrite                                 |
| SO2− 3           | 14,4           | Sulfite                                 |
| K+               | 7,348          | Potassium                               |
| NH+ 4            | 7,35           | Ammonium                                |
| MoO2− 4          | 14,90          | Molybdate                               |
| Tl+              | 7,47           | Thallium                                |
| [Co(en)3]3+      | 22,41          | Tris-éthylènediaminecobalt(III)         |
| HF− 2            | 7,5            | Fluorure solvaté                        |
| SeO2− 4          | 15,14          | Sélénate                                |
| Cl−              | 7,631          | Chlorure                                |
| I−               | 7,68           | Iodure                                  |
| Cs+              | 7,72           | Césium                                  |
| Rb+              | 7,78           | Rubidium                                |
| CN−              | 7,8            | Cyanure                                 |
| Br−              | 7,81           | Bromure                                 |
| SO2− 4           | 16,0           | Sulfate                                 |
| P3O3− 9          | 25,08          |                                         |
| CrO2− 4          | 17,0           | Chromate                                |
| S2O2− 3          | 17,0           | Thiosulfate                             |
| S2O2− 8          | 17,2           | Peroxodisulfate (ou persulfate)         |
| PO3− 4           | 27,84          | Phosphate                               |
| S2O2− 6          | 18,6           |                                         |
| P2O4− 7          | 38,4           | Diphosphate                             |
| [Co(CN)6]3−      | 29,67          | Hexacyanocobaltate(III)                 |
| [Fe(CN)6]3−      | 30,27          | Hexacyanoferrate(III) (ou ferricyanure) |
| [Co(NH3)6]3+     | 30,57          | Hexaamminecobalt(III)                   |
| P3O5− 10         | 54,5           |                                         |
| [Fe(CN)6]4−      | 44,16          | Hexacyanoferrate(II) (ou ferrocyanure)  |
| OD−              | 11,9           | Deutéroxyde                             |
| OH−              | 19,8           | Hydroxyde                               |
| D+               | 24,99          | Deutérium                               |
| H+               | 34,965         | Hydrogène                               |